# Holopogon negrus
Holopogon negrus là một loài ruồi trong họ Asilidae. Holopogon negrus được Lehr miêu tả năm 1972. Loài này phân bố ở vùng Cổ Bắc giới.